# Mischocyttarus juranus
Mischocyttarus juranus är en getingart som beskrevs av Richards 1978. Mischocyttarus juranus ingår i släktet Mischocyttarus och familjen getingar. Inga underarter finns listade i Catalogue of Life.